# 特蕾泽·吉泽大道站
特蕾泽·吉泽大道站（德語：U-Bahnhof Therese-Giehse-Allee）是一座慕尼黑地铁5号线位于拉默斯多夫-佩拉赫的一座车站。